# Václav Luks
Václav Luks (* 14. listopadu 1970, Rakovník) je český dirigent, cembalista, hráč na lesní roh a hudební pedagog, specialista na interpretaci staré hudby se zaměřením na díla autorů vrcholného baroka, J. D. Zelenky, J. S. Bacha, G. F. Händela a dalších. Podílí se i na oživení zájmu o tvorbu Josefa Myslivečka. Je zakladatelem a uměleckým vedoucím souboru Collegium 1704 a zakladatelem a dramaturgem mezinárodního projektu Hudební most Praha–Drážďany.

## Studium
Václav Luks vystudoval hru na lesní roh na Konzervatoři v Plzni a na Hudební fakultě Akademie múzických umění v Praze, ve studiích pokračoval na Schole Cantorum Basiliensis ve třídě Jörga-Andrease Böttichera a Jespera Christensena (obory historické klávesové nástroje a historická provozovací praxe).

## Collegium 1704 a Collegium Vocale 1704
V roce 2005 rozšířil komorní soubor, který založil již za studií, v barokní orchestr Collegium 1704 a vokální soubor Collegium Vocale 1704; bezprostředním podnětem byl projekt Bach – Praha – 2005, který Václav Luks sám inicioval. Soubory pravidelně hostují na festivalech, např. Salzburger Festspiele (2015, 2016, 2018), Lucerne Festival či varšavský Chopin Festival, a vystupují v koncertních síních a operních domech jako Berliner Philharmonie, Wigmore Hall, Divadlo na Vídeňce, Konzerthaus Wien, BOZAR (Palais des Beaux-Arts) či Labské filharmonii. Collegium 1704 bylo rovněž rezidenčním souborem na festivalu Oude Muziek v Utrechtu a na lipském festivalu Bachfest. V roce 2008 byl zahájen Hudební most Praha – Drážďany, navazující na kulturní tradice obou měst, v roce 2012 byl zahájen koncertní cyklus Collegium 1704 v Rudolfinu a od podzimu 2015 jsou tyto dva cykly sloučeny do jedné koncertní sezóny probíhající i nadále paralelně v Praze a v Drážďanech. V roce 2019 byla zahájena pražská komorní řada koncertů Collegia Vocale 1704.

## Práce s dalšími soubory
Spolupracuje se zahraničními soubory jako Camerata Salzburg, Akademie für Alte Musik Berlin, La Cetra Barockorchester Basel nebo Dresdner Kammerchor. K jeho projektům se soubory mimo Collegium 1704 patří uvedení opery Henryho Purcella: Dido a Aeneas s Ensemble Pygmalion na Festival d'Aix-en-Provence či program s díly polských skladatelů s ansámblem Orkiestra Historyczna. Při benefičním koncertu na obnovu katedrály Notre Dame v roce 2019 dirigoval Václav Luks Francouzský národní orchestr.

## Pedagogické působení
V letech 1996 až 1999 vyučoval generálbas na Hudební fakultě AMU v Praze a v letech 2001 až 2003 pedagogicky působil na Vysoké hudební škole Felixe Mendelssohna-Bartholdyho v Lipsku.

## Operní a divadelní představení
Na operních a divadelních představeních spolupracoval Václav Luks s režiséry jako David Radok, Ondřej Havelka, Louise Moaty, Jan Antonín Pitínský, Willi Decker či Ursel Herrmann. V roce 2009 nastudovalo Collegium 1704 pod Luksovým vedením ve spolupráci s francouzským týmem režisérky Louise Moaty v Národním divadle v Praze Händelovu operu Rinaldo, která byla o rok později uvedena ve francouzských divadlech Théâtre de Caen, Opéra de Rennes a Grand Théâtre de Luxembourg. V letech 2009–2015 Collegium 1704 pod vedením Václava Lukse hrálo scénickou hudbu Víta Zouhara v rámci činoherní inscenace Zeyerova dramatu Radúz a Mahulena v pražském Národním divadle v režii J. A. Pitínského. V roce 2013 byla uvedena Myslivečkova opera L'Olimpiade v režii Ursel Herrmann v Praze, Caen, Dijonu, Lucemburku a Vídni, přičemž inscenace získala nominaci na britskou cenu Opera Award 2014. V roce 2017 uvedl soubor operu Antonia Vivaldiho Arsilda, regina di Ponto, v moderní světové premiéře v režii Davida Radoka; po premiéře v Bratislavě následovalo turné po Evropě a inscenace se uváděla v Lille, Lucemburku, Caen a ve Versailles.

## Filmové projekty
V roce 2014 spolupracovalo Collegium 1704 pod vedením Václava Lukse s Bejunem Mehtou na DVD s Gluckovou operou Orfeo ed Euridice v režii Ondřeje Havelky a na natáčení dokumentu BBC 2 Mozart v Praze s Rolandem Villazónem. Soubor se podílel na vzniku dokumentárního filmu Petra Václava Zpověď zapomenutého (2015) o Josefu Myslivečkovi a v současné době s Petrem Václavem spolupracuje na velkofilmu Il Boemo (2021) o Myslivečkově životě.

## Spolupráce s rozhlasovými stanicemi a hudebními vydavatelstvími
Václav Luks spolupracuje s různými rozhlasovými stanicemi, např. Deutschlandradio Berlin, Schweizer Radio DRS, rakouský rozhlas ÖRF či Radio France, a s hudebními vydavatelstvími jako je Supraphon, Pan Classics, Zig-Zag Territoires, Arta a Accent.

## Diskografie
- Jean-Philippe Rameau: Les Boréades (Chateau de Versailles Spectacles, 2020)
- Jan Dismas Zelenka: Missa 1724 (Accent, 2020)
- Il giardino dei sospiri | Marcello, Vinci, Leo, Gasparini, Händel, sol. Magdalena Kožená (Accent, 2019)
- Georg Friedrich Händel: Mesiáš (Accent, 2019)
- Johann Sebastian Bach: Oboe concertos et cantatas, sol. Anna Prohaska (Accent, 2018)
- Josef Mysliveček: Violin Concertos (Accent, 2018)
- Jan Dismas Zelenka: Sonatas ZWV 181 | a 2 oboi (violino) e 2 bassi obligati (Accent, 2017)
- Jan Dismas Zelenka: Missa Divi Xaverii ZWV 12, Litaniae de Sancto Xaveiro ZWV 156 (Accent, 2015)
- Johann Sebastian Bach: Mše h moll BWV 232 (Accent, 2013)
- Zelenka / Tůma (J. D. Zelenka: Sanctus et Agnus Dei, ZWV 34 & 36, F. I. A. Tůma: Stabat Mater) (Supraphon, 2013)
- Johann Sebastian Bach: Kantáty, sol. Martina Janková (Supraphon: 2013)
- Jan Dismas Zelenka: Responsoria pro hebdomada sancta ZWV 55, Lamentatio Ieremiae Prophetae ZWV 53 (Accent, 2012)
- Jan Dismas Zelenka: Officium defunctorum ZWV 47 / Requiem ZWV 46 (Accent, 2011)
- Antonín Reichenauer: Concertos | Koncerty (Supraphon, 2010)
- Jan Dismas Zelenka: I Penitenti al Sepolcro del Redentore (Zig-Zag Territoires, 2009)
- Jan Dismas Zelenka: Missa votiva (Zig-Zag Territoires, 2008)
- Jan Dismas Zelenka: Composizioni per Orchestra | Orchestrální skladby (Supraphon, 2005)
- Jiří Antonín Benda: Harpsichord Concertos | Koncerty pro cembalo (ARTA Records, 2005)
- Henrico Albicastro: Concerti a quattro, op. 4 (PAN Classics, 2001)

## DVD
- Heinrich Ignaz Franz von Biber: Missa Salisburgensis / Claudio Monteverdi: Selva Morale e Spirituale (Naxos, 2017)

- Gaetano Donizetti: Messa da Requiem (Narodowy Instytut Fryderyka Chopina, 2017)
- Christoph Willibald Gluck: Orfeo ed Euridice (Arthaus Music, 2014)

- Georg Friedrich Händel: La Ressurezione HWV 47 (Svatováclavský hudební festival, 2010)
- Bach / Zelenka / Pergolesi (Svatováclavský hudební festival, 2009)

## Ocenění
CD & DVD
- Jan Dismas Zelenka: Sonatas ZWV 181 | a 2 oboi (violino) e 2 bassi obligati (Accent, 2017) – Diapason d'Or
- Jan Dismas Zelenka: Missa Divi Xaverii ZWV 12 (Accent, 2015) – Diapason d'Or, Gramophone Editors’ Choice
- Christoph Willibald Gluck: Orfeo ed Euridice (Arthaus Music, 2014) – Gramophone Editors’ Choice, IRR Outstanding
- Jan Dismas Zelenka: Responsoria pro hebdomada sancta ZWV 55, Lamentatio Ieremiae Prophetae ZWV 53 (Accent, 2012) – Gramophone Editors’ Choice
- Jan Dismas Zelenka: Officium defunctorum ZWV 47 / Requiem ZWV 46 (Accent, 2011) – Gramophone Editors’ Choice
- Antonín Reichenauer: Concertos | Koncerty (Supraphon, 2010) – Diapason d'Or
- Jan Dismas Zelenka: Missa votiva (Zig-Zag Territoires, 2008) – TOP 10 France, Coup de coeur TV Mezzo

Inscenace
- Josef Mysliveček: L'Olimpiade (Praha, Lucemburk, Dijon, Caen, 2013) – nominace na britskou cenu International Opera Awards (kategorie „Rediscovered Work“)